# Paxquid
Paxquid är en ort i Mexiko.   Den ligger i kommunen Tampamolón Corona och delstaten San Luis Potosí, i den centrala delen av landet, 240 km norr om huvudstaden Mexico City. Paxquid ligger 160 meter över havet och antalet invånare är 246.
Terrängen runt Paxquid är kuperad åt nordväst, men åt sydost är den platt. Runt Paxquid är det ganska tätbefolkat, med 58 invånare per kvadratkilometer. Närmaste större samhälle är Tanquián de Escobedo, 15,7 km öster om Paxquid. Omgivningarna runt Paxquid är en mosaik av jordbruksmark och naturlig växtlighet.